# Under Ninja
Under Ninja (アンダーニンジャ, Andā Ninja) est une série de mangas japonais écrite et illustrée par Kengo Hanazawa. Elle est prépubliée dans le magazine Weekly Young Magazine de Kōdansha depuis juillet 2018. Une adaptation en anime, réalisée par Tezuka Productions a été diffusée entre octobre 2023 et décembre 2023. Une adaptation en film en prise de vues réelles a également été annoncée.

## Synopsis
L'organisation ninja au Japon, qui prospérait autrefois, a été démantelée par le GHQ après la guerre du Pacifique et a disparu. Cependant, les ninjas existent toujours en secret et on dit qu'ils sont aujourd'hui 200 000 dans le pays, se cachant et travaillant dans l'ombre dans les secteurs public et privé et dans toutes sortes de structures. Alors que certains ninjas d'élite travaillent dans les coulisses des conflits au niveau national, les ninjas tout en bas de l'échelle sont souvent incapables de trouver du travail. L'un d'eux, Kuro Kumo, qui mène la vie d'un NEET, reçoit une sérieuse « mission de ninja » : l'ordre de ses supérieurs est d'infiltrer un lycée avec les équipements les plus récents.

## Personnages
Kurō Kumogakure (雲隠 九郎, Kumogakure Kurō)
Voix japonaise : Taito Ban
Katō (加藤)
Voix japonaise : Tarusuke Shingaki
Miracle Hibi (日比 奇跡, Hibi Mirakuru)
Voix japonaise : Tasuku Hatanaka
Suzuki (鈴木)
Voix japonaise : Atsumi Tanezaki
Shion Hachiya (蜂谷 紫音, Hachiya Shion)
Voix japonaise : Daiki Yamashita
Kawado (川戸)
Voix japonaise : Chika Anzai
Ōno (大野)
Voix japonaise : Chō
Eita (瑛太)
Voix japonaise : Shūichi Uchida
Noguchi (野口)
Voix japonaise : Sora Tokui
Ozu (小津)
Voix japonaise : Kōichi Sōma

## Manga
Under Ninja, écrit et illustré par Kengo Hanazawa, a débuté dans le magazine seinen manga de Kodansha, Weekly Young Magazine, le 23 juillet 2018,. Kodansha a rassemblé ses chapitres en volumes reliés et a sorti le premier le 6 février 2019. Au 4 avril 2025, quinze volumes avaient été publiés.
En Amérique du Nord, Denpa a commencé la publication en anglais en juillet 2020.

### Liste des tomes
| no | Japonais         | Japonais          | Français         | Français          |
| no | Date de sortie   | ISBN              | Date de sortie   | ISBN              |
| -- | ---------------- | ----------------- | ---------------- | ----------------- |
| 1  | 6 février 2019   | 978-4-06-514569-2 | 1er mars 2023    | 978-2-8116-5378-1 |
| 2  | 6 août 2019      | 978-4-06-516733-5 | 3 mai 2023       | 978-2-8116-7854-8 |
| 3  | 6 février 2020   | 978-4-06-518477-6 | 5 juillet 2023   | 978-2-8116-8016-9 |
| 4  | 4 septembre 2020 | 978-4-06-520682-9 | 6 septembre 2023 | 978-2-8116-8017-6 |
| 5  | 5 mars 2021      | 978-4-06-522595-0 | 2 novembre 2023  | 978-2-8116-8018-3 |
| 6  | 6 septembre 2021 | 978-4-06-524754-9 | 3 janvier 2024   | 978-2-8116-8654-3 |
| 7  | 4 mars 2022      | 978-4-06-527060-8 | 6 mars 2024      | 978-2-8116-8717-5 |
| 8  | 5 août 2022      | 978-4-06-528810-8 | 2 mai 2024       | 978-2-8116-8719-9 |
| 9  | 6 janvier 2023   | 978-4-06-530398-6 | 3 juillet 2024   | 978-2-8116-8721-2 |
| 10 | 8 mai 2023       | 978-4-06-531894-2 | 4 septembre 2024 | 978-2-8116-8723-6 |
| 11 | 6 septembre 2023 | 978-4-06-533003-6 | 6 novembre 2024  | 978-2-8116-9177-6 |
| 12 | 6 février 2024   | 978-4-06-534600-6 | 22 janvier 2025  | 978-2-8116-9749-5 |
| 13 | 5 juillet 2024   | 978-4-06-536272-3 | 19 mars 2025     | 978-2-8116-9811-9 |
| 14 | 6 décembre 2024  | 978-4-06-537900-4 | —                |                   |
| 15 | 4 avril 2025     | 978-4-06-539224-9 | —                |                   |

## Anime
Le 6 septembre 2021, il est annoncé que la série recevrait une adaptation en série télévisée animée. Il est produit par Tezuka Productions et réalisé par Satoshi Kuwabara, avec des scénarios supervisés par Keiichirō Ōchi, des conceptions de personnages de Nobuteru Yūki et une musique composée par Shōta Kowashi. La série a été diffusée du 6 octobre au 22 décembre 2023 sur TBS et BS11,. La chanson du thème d'ouverture est Hyper de Kroi. Crunchyroll a acquis les droits d'exploitation en dehors de l'Asie.

### Liste des épisodes
| No | Titre français                              | Titre japonais                                   | Titre japonais                                                   | Date de 1re diffusion |
| No | Titre français                              | Kanji                                            | Rōmaji                                                           | Date de 1re diffusion |
| --- | ------------------------------------------- | ------------------------------------------------ | ---------------------------------------------------------------- | --------------------- |
| 1 | Jette une pierre, tu toucheras un ninja     | 石を投げれば忍者に当たる                         | Ishi o Nagereba Ninja ni Ataru                                   | 6 octobre 2023        |
| - Réalisé par : Kimiharu Mutou - Écrit par : Keiichirō Ōchi - Storyboard par : Satoshi Kuwabara                     |                                             |                                                  |                                                                  |                       |
| 2 | Je veux devenir ninja                       | 私は忍者になりたい                               | Watashi wa Ninja ni Naritai                                      | 13 octobre 2023       |
| - Réalisé par : Taiji Kanawashi - Écrit par : Keiichirō Ōchi - Storyboard par : Satoshi Kuwabara                    |                                             |                                                  |                                                                  |                       |
| 3 | Les nichons, si près, et pourtant si loin   | オッパイは近くて遠い存在                         | Oppai wa Chikakute Tōi Sonzai                                    | 20 octobre 2023       |
| - Réalisé par : Mie Matsushima - Écrit par : Keiichirō Ōchi - Storyboard par : Satoshi Kuwabara                     |                                             |                                                  |                                                                  |                       |
| 4 | Tu connais les lois ninjas ?                | 忍びの掟は分かっているな？                       | Shinobi no Okite wa Wakatteiruna?                                | 27 octobre 2023       |
| - Réalisé par : Satoru Yamashita - Écrit par : Keiichirō Ōchi - Storyboard par : Wataru Chihara                     |                                             |                                                  |                                                                  |                       |
| 5 | Kumogakure, top 10 des noms japonais (faux) | 雲隠は日本で多い名字ランキング１０位以内（嘘）   | Kumogakure wa Nippon de Oi Myōji Rankingu Ichi Zero iinai（Uso） | 3 novembre 2023       |
| - Réalisé par : Shintarō Matsui - Écrit par : Keiichirō Ōchi - Storyboard par : Igumikyia et Satoshi Kuwabara       |                                             |                                                  |                                                                  |                       |
| 6 | La boîte de Pandore est ouverte             | 地獄の釜の蓋がいま開いたよ                       | Jigoku no Kama no Futa ga Ima Hiraitayo                          | 10 novembre 2023      |
| - Réalisé par : 蟹久保朱眞 - Écrit par : Keiichirō Ōchi - Storyboard par : Satoshi Kuwabara                         |                                             |                                                  |                                                                  |                       |
| 7 | Miaou Miaou, Miaou, Miaouuu, Miaouuuu ?     | オニャニャ、ニャンニャ、ニャニャニャニャンニャ？ | Onyanya, nyannya, nyanyanyanyannya?                              | 17 novembre 2023      |
| - Réalisé par : Yuri Uema - Écrit par : Keiichirō Ōchi - Storyboard par : Yuri Uema                                 |                                             |                                                  |                                                                  |                       |
| 8 | Détruire tous les ninjas de la terre        | 地上の忍びどもは、すべて滅ぼす                   | Chijō no Shinobi domo wa, Subete Horobosu                        | 24 novembre 2023      |
| - Réalisé par : Kimiharu Mutou - Écrit par : Keiichirō Ōchi - Storyboard par : Arisa Konishi et Satoshi Kuwabara    |                                             |                                                  |                                                                  |                       |
| 9 | Je resterai dans l'histoire des ninjas      | 俺は忍びの歴史に残るぜ                           | Ore wa Shinobi no Rekishi ni Nokoruze                            | 1er décembre 2023     |
| - Réalisé par : Satoru Yamashita - Écrit par : Keiichirō Ōchi - Storyboard par : Wataru Chihara et Satoshi Kuwabara |                                             |                                                  |                                                                  |                       |
| 10 | La poitrine d'une jeune fille est un trésor | 乙女の胸はとても大切なものなの                   | Otome no Mune wa Totemo Taisetsuna Mononano                      | 8 décembre 2023       |
| - Réalisé par : Fumio Maezono - Écrit par : Keiichirō Ōchi - Storyboard par : Igumikiya et Satoshi Kuwabara         |                                             |                                                  |                                                                  |                       |
| 11 | Kurô brandit enfin un sabre                 | ついに、九郎が刀を握った                         | Tsuini, Kurō ga Katana o Nigitta                                 | 15 décembre 2023      |
| - Réalisé par : Mie Matsushima - Écrit par : Keiichirō Ōchi - Storyboard par : Igumikiya et Satoshi Kuwabara        |                                             |                                                  |                                                                  |                       |
| 12 | En scud, comme d'habitude                   | いつも通りクシュクシュとね                       | Itsumo Tōri Kushukushu Tone                                      | 22 décembre 2023      |
| - Réalisé par : Taiji Kanawashi - Écrit par : Keiichirō Ōchi - Storyboard par : Satoshi Kuwabara                    |                                             |                                                  |                                                                  |                       |

## Film en prise de vues réelles
En mars 2024, il est annoncé que la série recevrait une adaptation cinématographique en prise de vues réelles.